# Charadrius obscurus
El chorlito maorí  o chorlitejo oscuro (Charadrius obscurus) es una especie de ave de la familia Charadriidae nativo de Nueva Zelanda. Sus nombres en maorí incluye tūturiwhatu, pukunui y kūkuruatu.  Está relacionado con el chorlito carambolo eurasiático (Charadrius morinellus).
Existen dos subespecies, C. o. obscurus en la isla del Sur y C. o. aquilonius en la isla Norte. Son aves limícolas, y por lo general se encuentran en playas y bancos de arena o alimentándose en estuarios intermareales. Hacia 1990 estaban cerca de la extinción con alrededor de 1300 ejemplares en la isla Norte y aproximadamente 75 en el sur, pero las medidas de conservación han sido eficaces aumentando estas cifras a 1700 y 250, respectivamente, para el año 2005.